# Museo d'arte moderna Pagani
Il museo d'arte moderna Pagani, conosciuto semplicemente anche come museo Pagani, è uno spazio espositivo all'aperto di Castellanza, città della provincia di Varese, in Lombardia. È intitolato all'artista Enzo Pagani, che ne volle la creazione. Fondato nel 1957 ed inaugurato nel 1965, è stato il primo parco museo sorto in Italia. Si trova in una vasta area verde di circa 40.000 m² di superficie e ospita sculture e mosaici di vari artisti appartenenti a diverse correnti di arte moderna e contemporanea. 
Dopo essere stato chiuso al pubblico per un lungo periodo, il museo d'arte moderna Pagani è stato riaperto in occasione dell'Expo 2015, che si è svolto nella vicina Milano dal 3 maggio al 31 ottobre 2015. Il museo Pagani è anche provvisto di una piccola arena richiamante forme architettoniche classiche che è destinata agli spettacoli teatrali.

## Storia
Il museo Pagani è un parco museo di arte moderna e contemporanea inserito in una cornice naturale di boschi che è costituita da una vasta area verde di circa 40.000 m², superficie che rappresenta anche il suo spazio espositivo. Conta 650 opere d'arte, tra cui molte testimonianze delle avanguardie storiche del XX secolo. Fondato nel 1957 ed inaugurato nel 1965, è stato il primo parco museo sorto in Italia. 
Per poter permettere il migliore posizionamento delle opere nell'area verde, e quindi anche una maggiore fruibilità del museo da parte dei visitatori, Enzo Pagani decise di impostare i sentieri del parco come un reticolato di esagoni, disegno che permette una più razionale e più libera distribuzione delle opere d'arte. 
Dopo essere stato chiuso al pubblico per un lungo periodo, il museo d'arte moderna Pagani è stato riaperto in occasione dell'Expo 2015, che si è svolto nella vicina Milano dal 3 maggio al 31 ottobre 2015.

## Descrizione

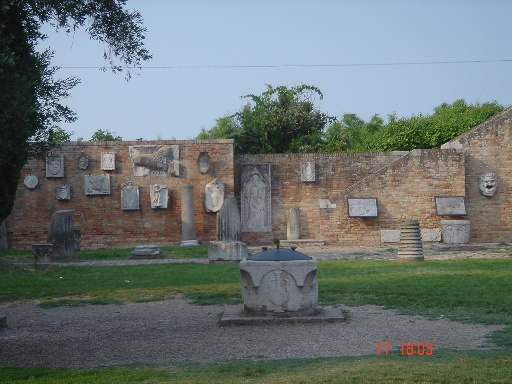
Lapidi e monumenti nell'isola di Torcello. Questa isola, abitata sin dai primi secoli dell'Impero romano, diede l'ispirazione a Enzo Pagani per realizzare il museo

Le 650 opere d'arte costituenti le collezioni espositive del museo sono esclusivamente mosaici e sculture, che sono state realizzate con i materiali più differenti quali marmo, pietra, bronzo, ferro, acciaio, legno, vetro, etc. 
Il museo d'arte moderna Pagani, che è stato il primo parco museo sorto in Italia, ha una raccolta di opere uniche nel suo genere, sia per quanto riguarda il suo numero, che è ragguardevole, sia per l'importanza degli artisti rappresentati e infine anche per la sua tipologia. 
L'ispirazione per Enzo Pagani, nato nella confinante Legnano nel 1920, per realizzare un museo all'aperto, è stata una visita fatta nel 1957 all'isola del Torcello, situata nella Laguna di Venezia, che l'artista legnanese definì un "museo vivente". 
Richiamando anche l'abitudine degli antichi Greci di posizionare le loro opere all'aperto, Enzo Pagani ebbe l'idea di fondare lungo i margini della Valle Olona, a Castellanza, un museo parco che simboleggiasse questa idea. Enzo Pagani definì il nascituro museo:
(Enzo Pagani)

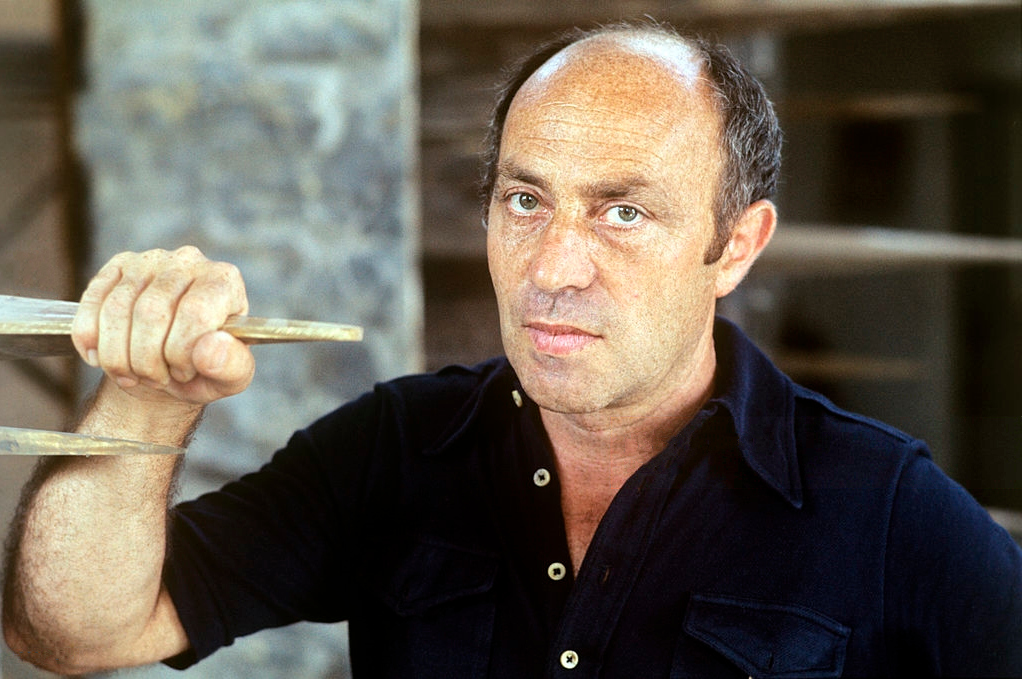
Arnaldo Pomodoro

Il museo Pagani è periodicamente utilizzato come set per trasmissioni televisive ed è costantemente usato dall'amministrazione comunale del comune di Castellanza come scenario di alcune iniziative culturali. Il museo è anche provvisto di una piccola arena richiamante forme architettoniche classiche che è destinata agli spettacoli teatrali.

## Collezioni
Futurismo, dadaismo e surrealismo sono rappresentati da opere quali le sculture in marmo di Hans Arp e di Alexander Archipenko; i mosaici di Nadia e Fernand Léger, di Gaston Chaissac, Sonia Terk Delaunay, Man Ray, Ettore Falchi e di Hans Richter; le sculture in legno, bronzo, acciaio e marmo dalle opere di Jan Koblasa, André Bloc, Christian Peschke, Mimuro Miizuma, Pavel Bucur , Haruhiko Uasuda e Tomori Toyofuku. 
Altre opere degne di nota sono state realizzate da Francesco Messina, Arnaldo Pomodoro, Vittorio Tavernari, Luigi Veronesi, Franco Asco e dallo stesso fondatore Enzo Pagani. La collezione di opere d'arte continua a crescere ancora oggi.